# Étoile noire (mécanique newtonienne)
 (juillet 2019).
Si vous disposez d'ouvrages ou d'articles de référence ou si vous connaissez des sites web de qualité traitant du thème abordé ici, merci de compléter l'article en donnant les références utiles à sa vérifiabilité et en les liant à la section « Notes et références ».
Pour les articles homonymes, voir Étoile noire.
Une étoile noire, (en anglais : dark star), est un objet théorique obsolète, compatible avec la mécanique newtonienne, dont, en raison de sa grande masse, la vitesse de libération à sa surface est égale ou supérieure à la celle de la lumière dans le vide. Une étoile noire est parfois dite « trou noir newtonien », (« newtonian black hole »), car elle est l'analogue newtonien d'un trou noir.

## Histoire
L'étoile noire est proposée à la fin du XVIIIe siècle d'abord par John Michell (1724-1793) dans une lettre à Henry Cavendish datée du 27 novembre 1783, puis par Pierre-Simon Laplace (1749-1827) dans les deux premières éditions de son Exposition du système du monde respectivement datées de 1796 et de 1798.